# Lars Anderstig
Lars Ingvar Anderstig, född 1 april 1932 i Hammerdal, Jämtland, död 1 januari 2004 i Östhammar, Uppland, var en svensk föreningsman.
Anderstig började som skogsarbetare, var anställd vid Stockholms spårvägar 1951–1957 och var därefter ombudsman i SSU 1957–1960. Han kom till Hyresgästföreningen 1960 och var 1980–1992 ordförande i Hyresgästernas Riksförbund. Åren 1983–1995 var han president i Internationella Hyresgästalliansen (IUT).